# Middle Tennessee State University

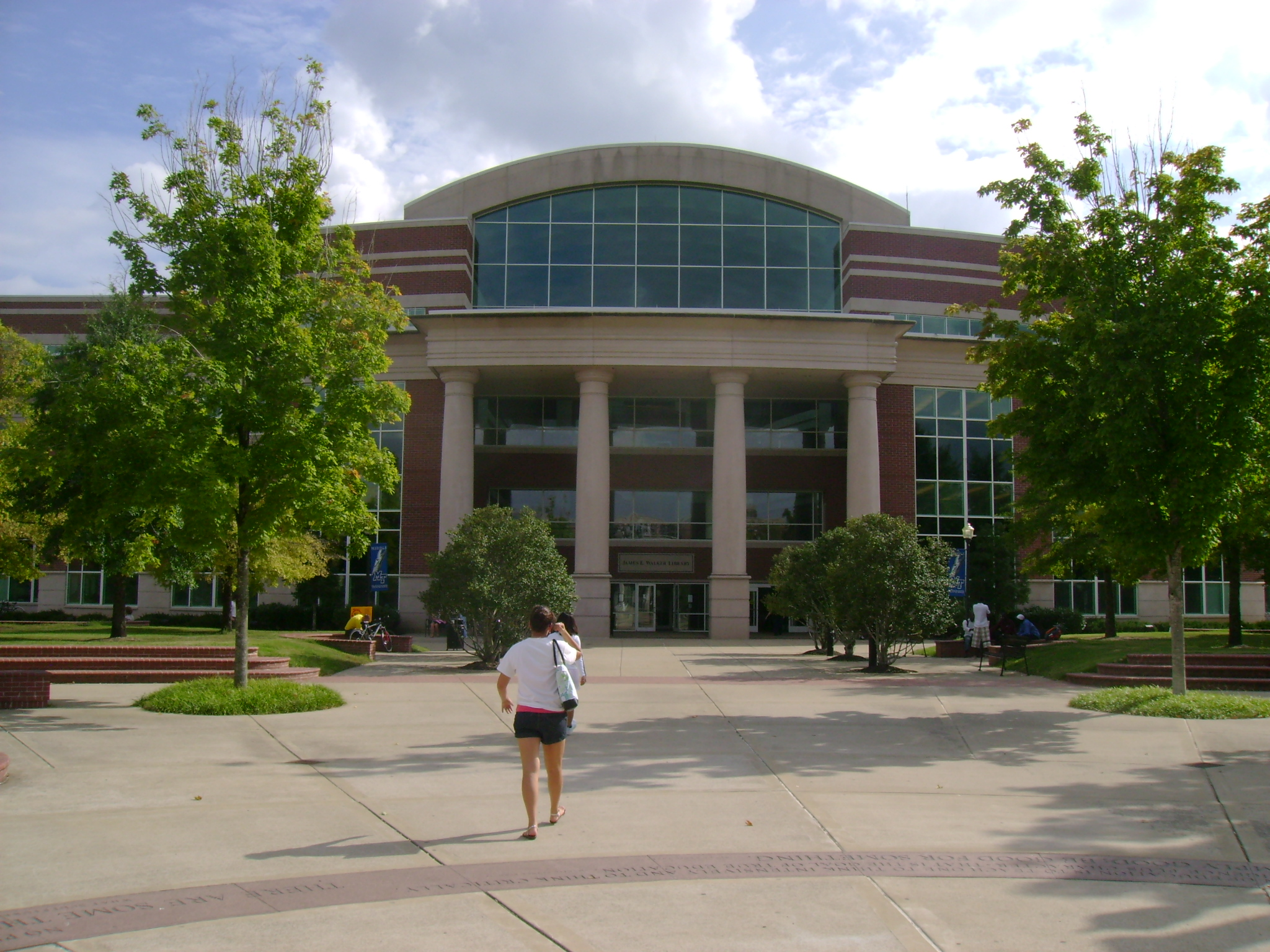
James E. Walker Library

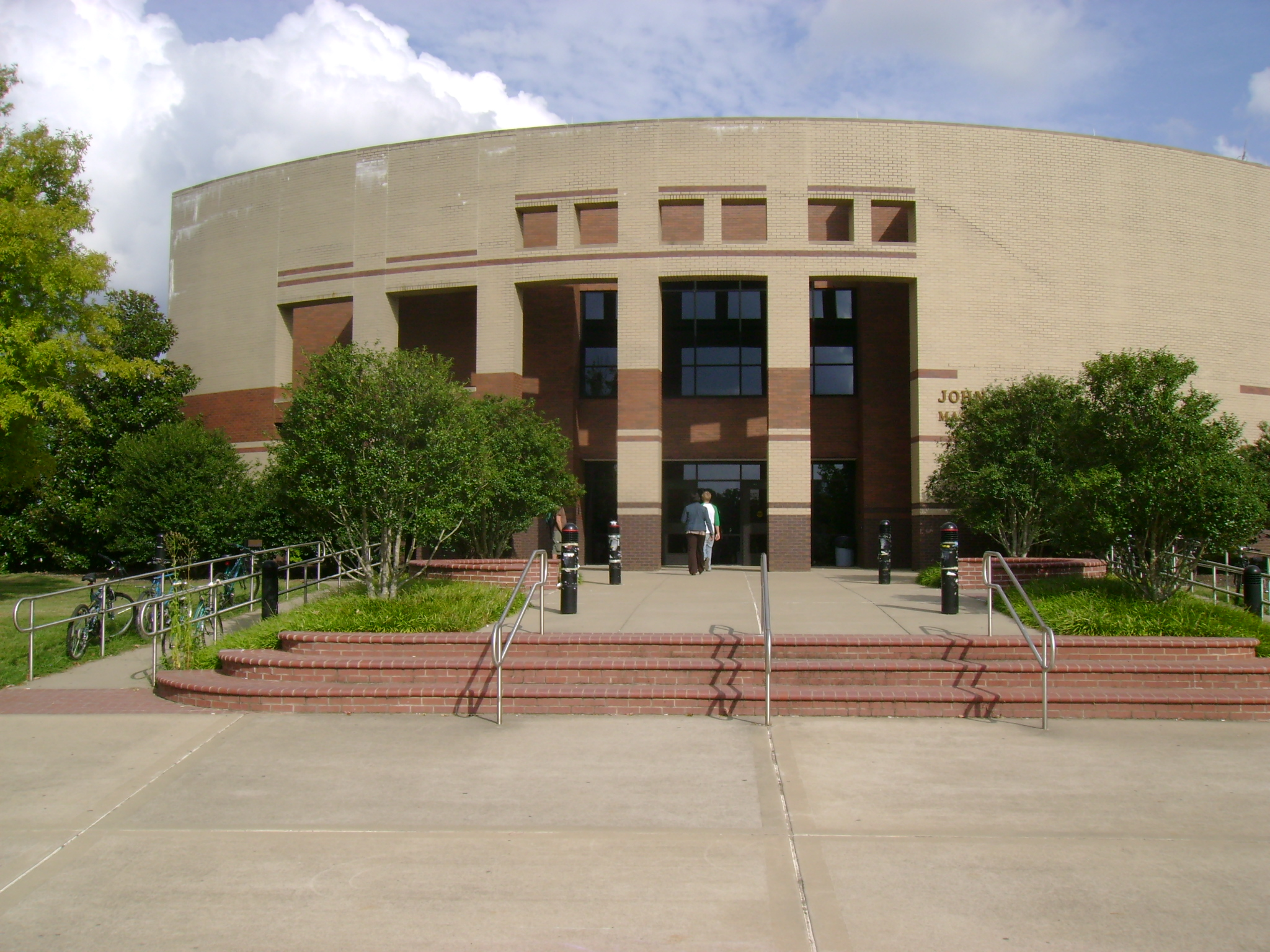
Mass Communications Building

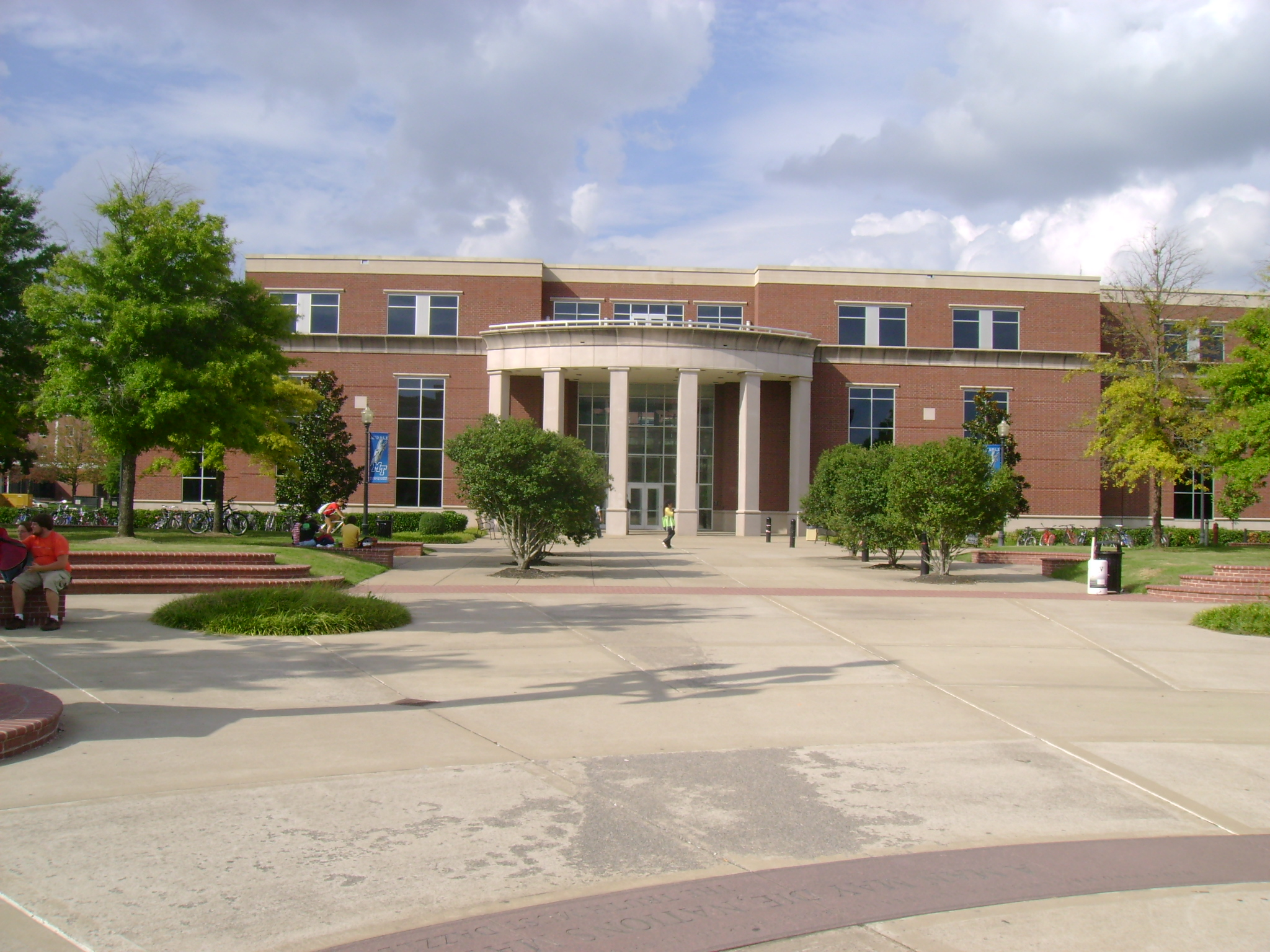
Business and Aerospace Building

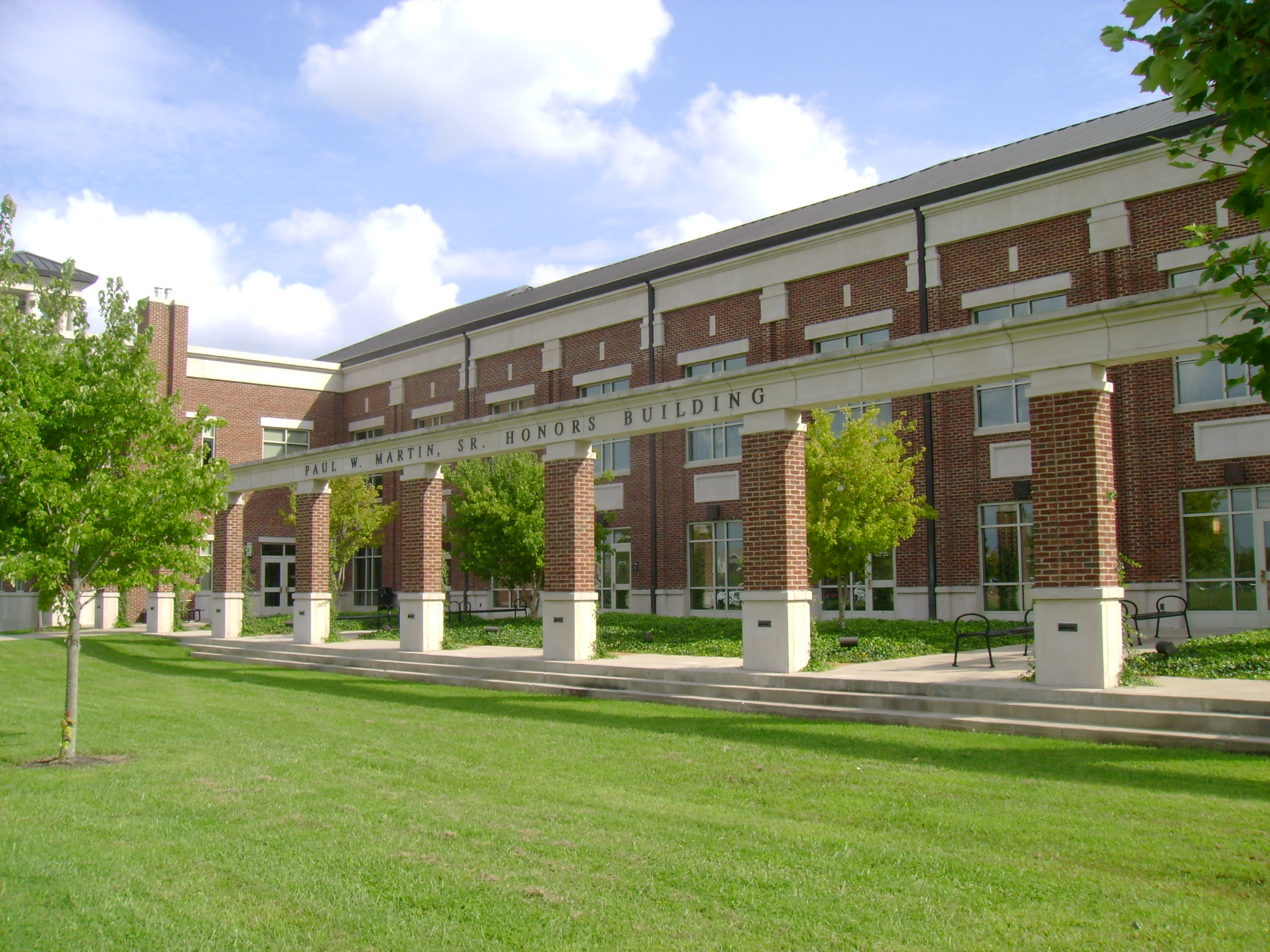
Paul W. Martin Honors Building

Die Middle Tennessee State University (auch MTSU genannt) ist eine staatliche Universität in Murfreesboro im US-Bundesstaat Tennessee. Die Hochschule wurde 1911 gegründet. Derzeit studieren hier etwa 23.500 Studenten.

## Fakultäten
- Geisteswissenschaften
- Grund- und Angewandte Wissenschaften
- Massenkommunikation
- Pädagogik und Verhaltenswissenschaften
- Wirtschaftswissenschaften (Jennings A. Jones College of Business)
- Graduate Studies
- University Honors College

## Sport
Die Sportteams der MTSU sind die Middle Tennessee Blue Raiders. Die Hochschule ist seit 2013 Mitglied in der Conference USA.

## Persönlichkeiten
- James M. Buchanan, Ph.D. (1919–2013) (1940) – 1986 Träger des Alfred-Nobel-Gedächtnispreises für Wirtschaftswissenschaften
- Benny Cunningham (* 1990) – American-Football-Spieler
- Melisa Ertürk (* 1993), (ohne Abschluss) – Fußballspielerin
- Hardy (* 1990) – Country-/Rocksänger
- Sam Hunt (* 1984) – Countrysänger
- Amy Lee (* 1981) (ohne Abschluss) – Mitbegründer der Band Evanescence